# 沙河镇 (西乡县)
沙河镇，是中华人民共和国陕西省汉中市西乡县下辖的一个乡镇级行政单位。
2015年，陕西省民政厅批复同意将沙河镇的四合、七一、何家沟3个村划归桑园镇，枣园村划归城北街道办事处。

## 行政区划
沙河镇下辖以下地区：
沙河镇社区、沙河村、星火村、永兴村、男儿坝村、青崖村、茶条村、茅垭村、黎明村、新生村、同心村、书房村、洋溪村、紫荆村、马踪滩村、桐车坝村、李家沟村、苦竹坝村、两河口村、铁佛村、毛坝村和青龙嘴村。